# Glenn H. Mullin

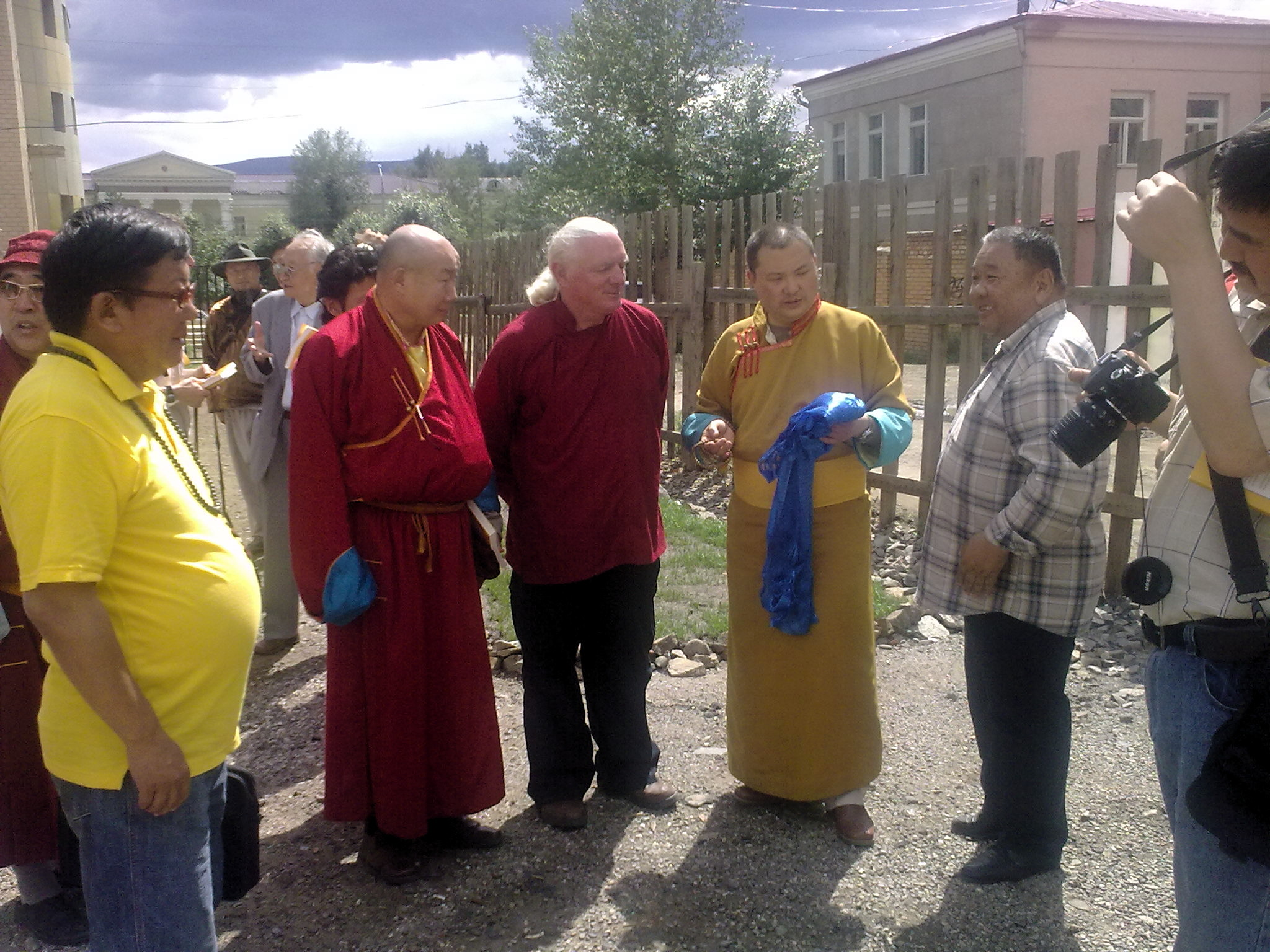
Glenn Mullin, Telo Tulku, Roerich House

Glenn H. Mullin (ur. 1949) – kanadyjski tybetolog, wykładowca filozofii buddyjskiej, tłumacz klasycznej literatury tybetańskiej na język angielski.
W latach 1972–1984 mieszkał w kilku osiedlach emigracji tybetańskiej w Indiach, odbywając formalne studia buddyjskie, początkowo w Departamencie Studiów Buddyjskich Biblioteki i Archiwum Tybetańskiego, następnie zaś w Tybetańskiej Szkole Studiów Dialektycznych. Pobierał w tym czasie nauki od ponad trzydziestu nauczycieli z różnych tradycji buddyzmu tybetańskiego, między innymi od dwóch rdzennych guru XIV Dalajlamy, Kjabdże Linga Dordżeczanga i Kjabdże Tridżanga Dordżeczanga. 
Po powrocie do Ameryki Północnej w 1984 założył organizację The Mystical Arts of Tibet, zajmującą się popularyzacją kultury tybetańskiej. Był kuratorem szeregu wystaw sztuki buddyjskiej (tybetańskiej i mongolskiej).
Jest redaktorem anglojęzycznych wydań kilku książek XIV Dalajlamy.

## Publikacje
- Bridging the Sutras and Tantras (1980)
- Atisha and Buddhism in Tibet (1982)
- Selected works of the Dalai Lama VII: Songs of Spiritual Change (1982, w 1999 wznowione pod tytułem Meditations to Transform the Mind)
- Selected Works of the Dalai Lama I: Bridging the Sutras and Tantras (1985)
- Selected works of the Dalai Lama II: The Tantric Yogas of Sister Ninguma (1985)
- Selected Works of the Dalai Lama III: Essence of Refined Gold (1985)
- Path of the Bodhisattva Warrior: The Life and Teachings of the Thirteenth Dalai Lama (1988)
- Practice of Kalachakra (1991)
- Training the Mind in the Great Way (1993)
- Mystical Verses of a Mad Dalai Lama (1994)
- Tsongkhapa's Six Yogas of Naropa (1996)
- Living in the Face of Death (1998)
- Gems of Wisdom from the Seventh Dalai Lama (1999)
- The Fourteen Dalai Lamas (2001)
- The Dalai Lamas on Tantra (2006)
- The Flying Mystics of Tibetan Buddhism (2006)
- Buddha in Paradise: A Celebration in Himalayan Art (2007)